# Canton de Saint-Quentin-Nord
Le canton de Saint-Quentin-Nord est une division administrative française située dans le département de l'Aisne et la région Picardie.

## Histoire

### 1973-2015
Le canton de Saint-Quentin-Nord a été créé en 1973 avec la division du canton de Saint-Quentin. La ville de Saint-Quentin est le chef-lieu de ce canton mais elle est devenue une fraction cantonale. Cette fraction comprend en outre la partie de la commune de Saint-Quentin située sur une ligne définie par l'axe des voies et limites suivantes : chemin départemental n°68, ancienne voie du Cambrésis, allée des Peupliers, allée des Acacias, avenue Hugues, rue du Docteur-Cordier, rue de la Chaussée-Romaine, rue de Paris, rue du Vieux-Port, axe du vieux Port, canal de Saint-Quentin, quai du Port-Gayant, canal de Saint-Quentin (jusqu'à l'avenue Aristide Briand) et limite avec la commune de Gauchy,. Le canton est composé de 11 seule commune au total.

### Redécoupage de 2015
Un nouveau découpage territorial de l'Aisne entre en vigueur en mars 2015, défini par le décret du 21 février 2014 , en application des lois du 17 mai 2013 (loi organique 2013-402 et loi 2013-403). Les conseillers départementaux sont, à compter de ces élections, élus au scrutin majoritaire binominal mixte. Les électeurs de chaque canton élisent au Conseil départemental, nouvelle appellation du Conseil général, deux membres de sexe différent, qui se présentent en binôme de candidats. Les conseillers départementaux sont élus pour 6 ans au scrutin binominal majoritaire à deux tours, l'accès au second tour nécessitant 10 % des inscrits au 1er tour. En outre la totalité des conseillers départementaux est renouvelée. Ce nouveau mode de scrutin nécessite un redécoupage des cantons dont le nombre est divisé par deux avec arrondi à l'unité impaire supérieure. Dans l'Aisne, le nombre de cantons passe ainsi de 42 à 21. Le canton de Saint-Quentin-Nord ne fait pas partie des cantons conservés du département.
Le canton disparait lors des élections départementales de mars 2015. L'ensemble des communes est rattaché au nouveau canton de Saint-Quentin-2 sauf la fraction cantonale qui est modifiée.

## Administration
| Période        | Période          | Identité           | Étiquette           | Qualité |
| -------------- | ---------------- | ------------------ | ------------------- | --- |
| 1973           | 1998             | Jacques Braconnier | UDR puis RPR        | Directeur commercial Sénateur (1971-1998) Maire de Saint-Quentin (1966-1977 et 1983-1989) Ancien conseiller général du Canton de Saint-Quentin (1967-1973) |
| 1998           | 2002 (démission) | Xavier Bertrand    | RPR puis UMP        | Assureur Député (2002-2004) Adjoint au maire de Saint-Quentin (1995-2010) Maire de Saint-Quentin (2010-2016)                                               |
| 6 octobre 2002 | 2014 (démission) | Jérôme Lavrilleux  | UMP (exclu en 2014) | Député au Parlement européen (2014-2019) |
| 2014           | 2015             | Monique Bry        | UMP                 | Entrepreneur Adjointe au Maire de Saint-Quentin |

## Composition
Le canton de Saint-Quentin-Nord a groupé 11 communes et a compté 24 727 habitants en 2012.
| Code Insee | Nom                       | Population (hab.)                 |
| ---------- | ------------------------- | --------------------------------- |
| 02691      | Saint-Quentin (Chef-lieu) | Fraction: 19 991 Commune : 56 217 |
| 02288      | Essigny-le-Petit          | 381                               |
| 02310      | Fieulaine                 | 276                               |
| 02319      | Fonsomme                  | 530                               |
| 02322      | Fontaine-Notre-Dame       | 389                               |
| 02420      | Lesdins                   | 841                               |
| 02459      | Marcy                     | 170                               |
| 02525      | Morcourt                  | 595                               |
| 02571      | Omissy                    | 748                               |
| 02637      | Remaucourt                | 314                               |
| 02659      | Rouvroy                   | 492                               |

## Démographie
| 1975 | 1982   | 1990   | 1999   | 2006   | 2007   | 2008   | 2009   | 2010   |
| ---- | ------ | ------ | ------ | ------ | ------ | ------ | ------ | ------ |
| -    | 26 580 | 25 830 | 25 829 | 24 893 | 24 694 | 24 784 | 24 322 | 24 333 |

| 2011   | 2012   | - | - | - | - | - | - | - |
| ------ | ------ | - | - | - | - | - | - | - |
| 24 654 | 24 727 | - | - | - | - | - | - | - |